# سینماهای سینمارک
سینماهای سینمارک (انگلیسی: Cinemark Theatres) یک گروه سینمایی در کشور ایالات متحده آمریکا است.
این شرکت که در سال ۱۹۸۴ تأسیس شده دارای چند دارای شرکت چند شرکت تابعه در قاره آمریکا و کشور تایوان است.

## نگارخانه

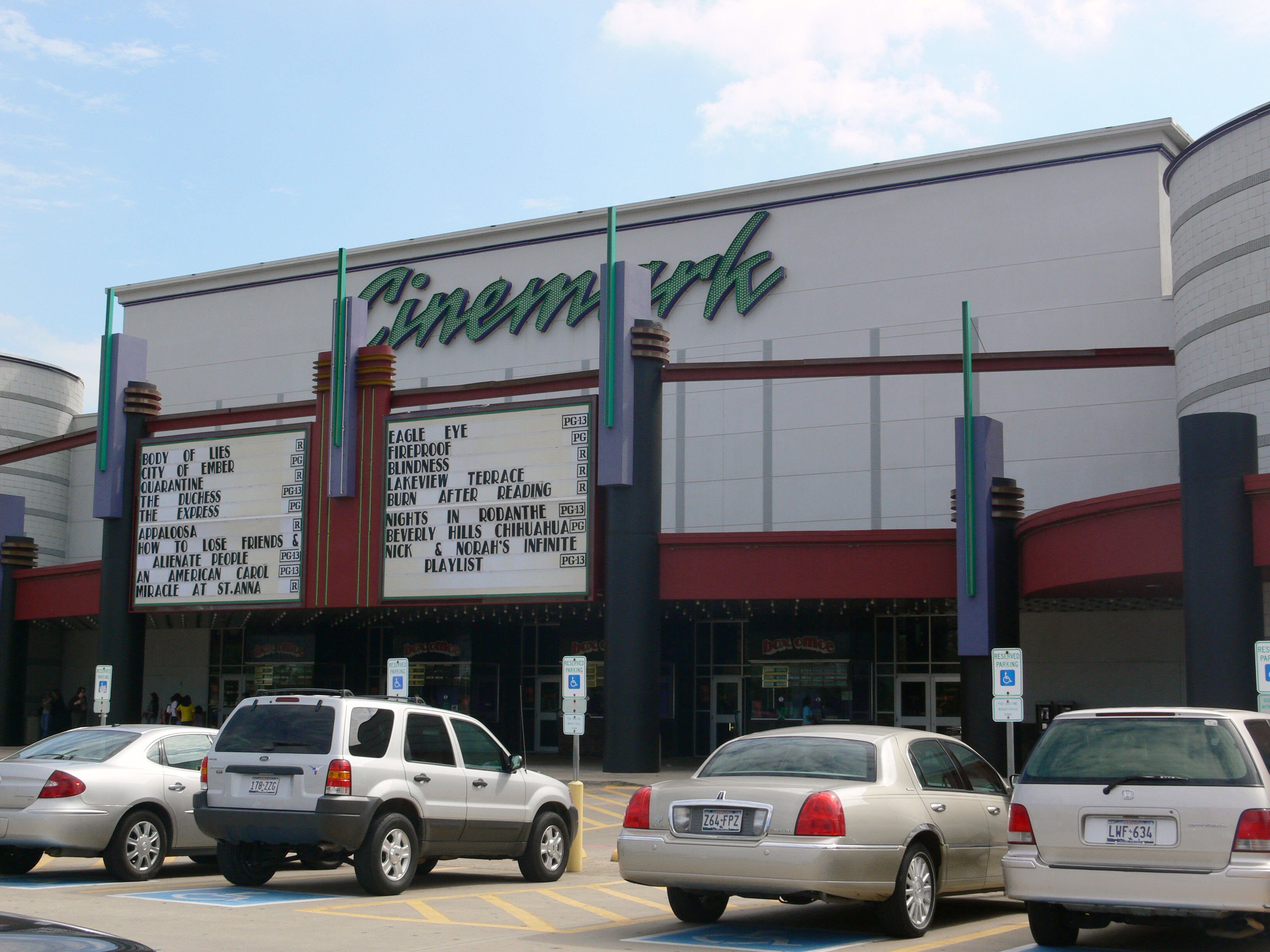
دالاس، ایالات متحده آمریکا
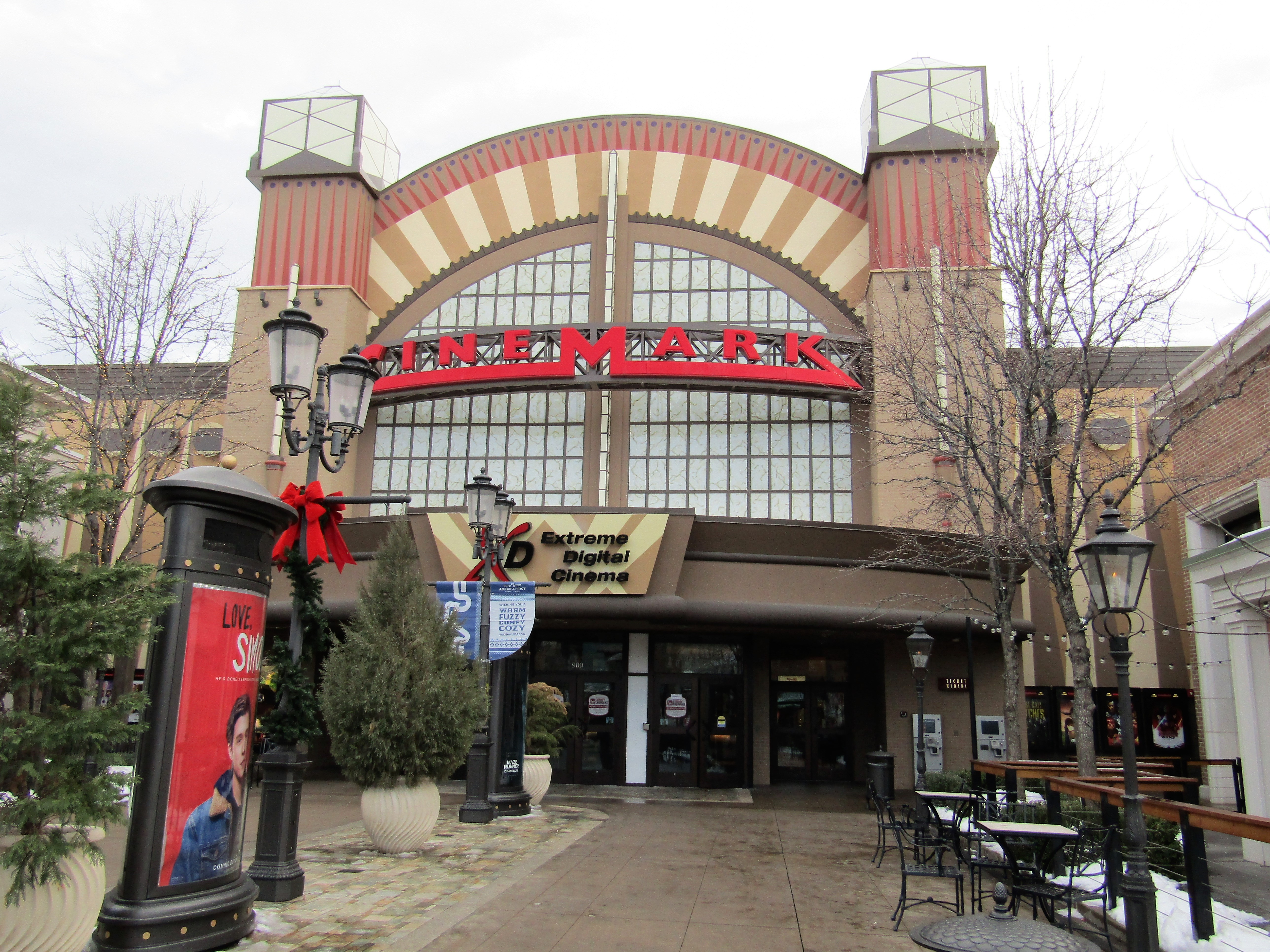
یوتا، ایالات متحده آمریکا
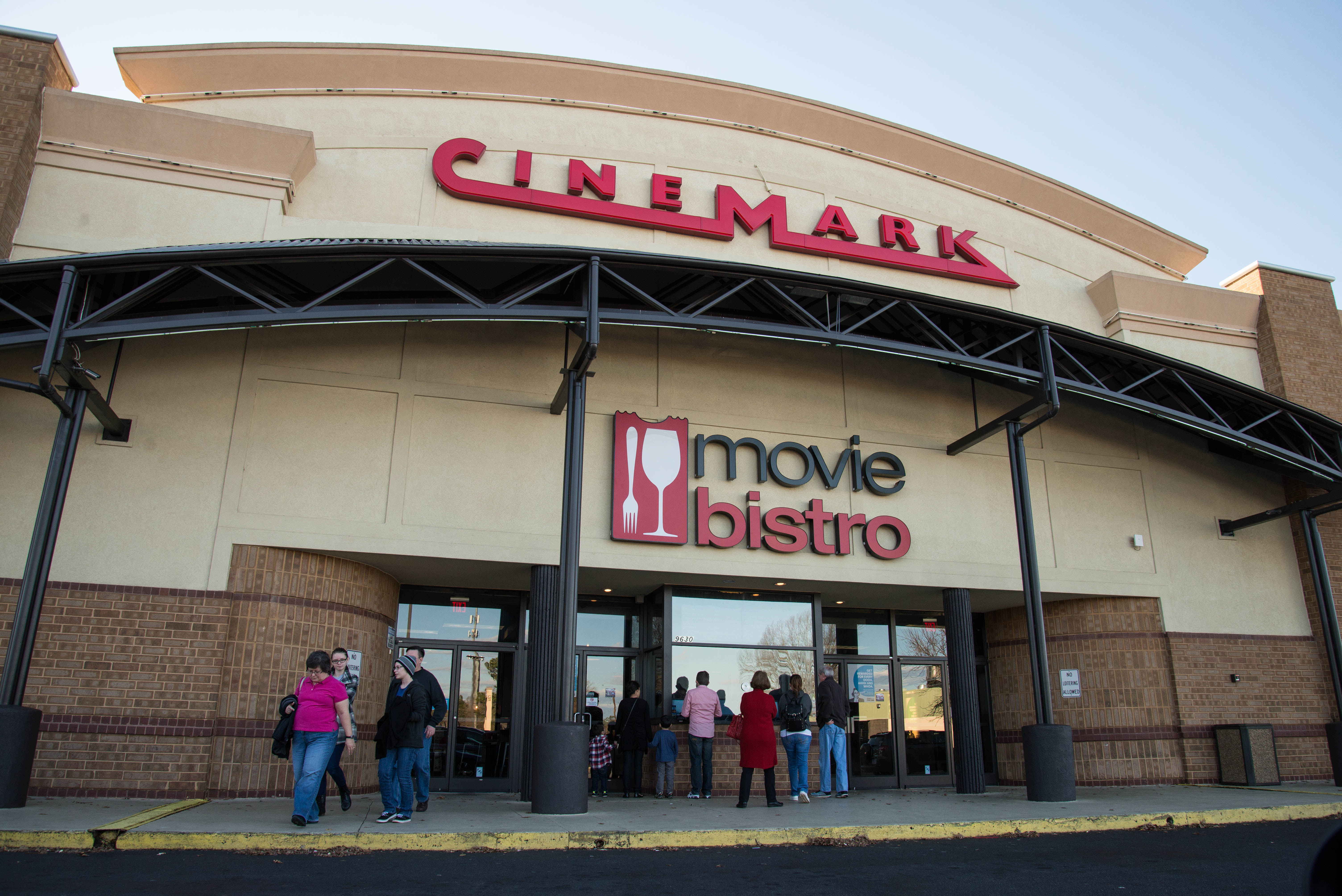
شارلوت، ایالات متحده آمریکا
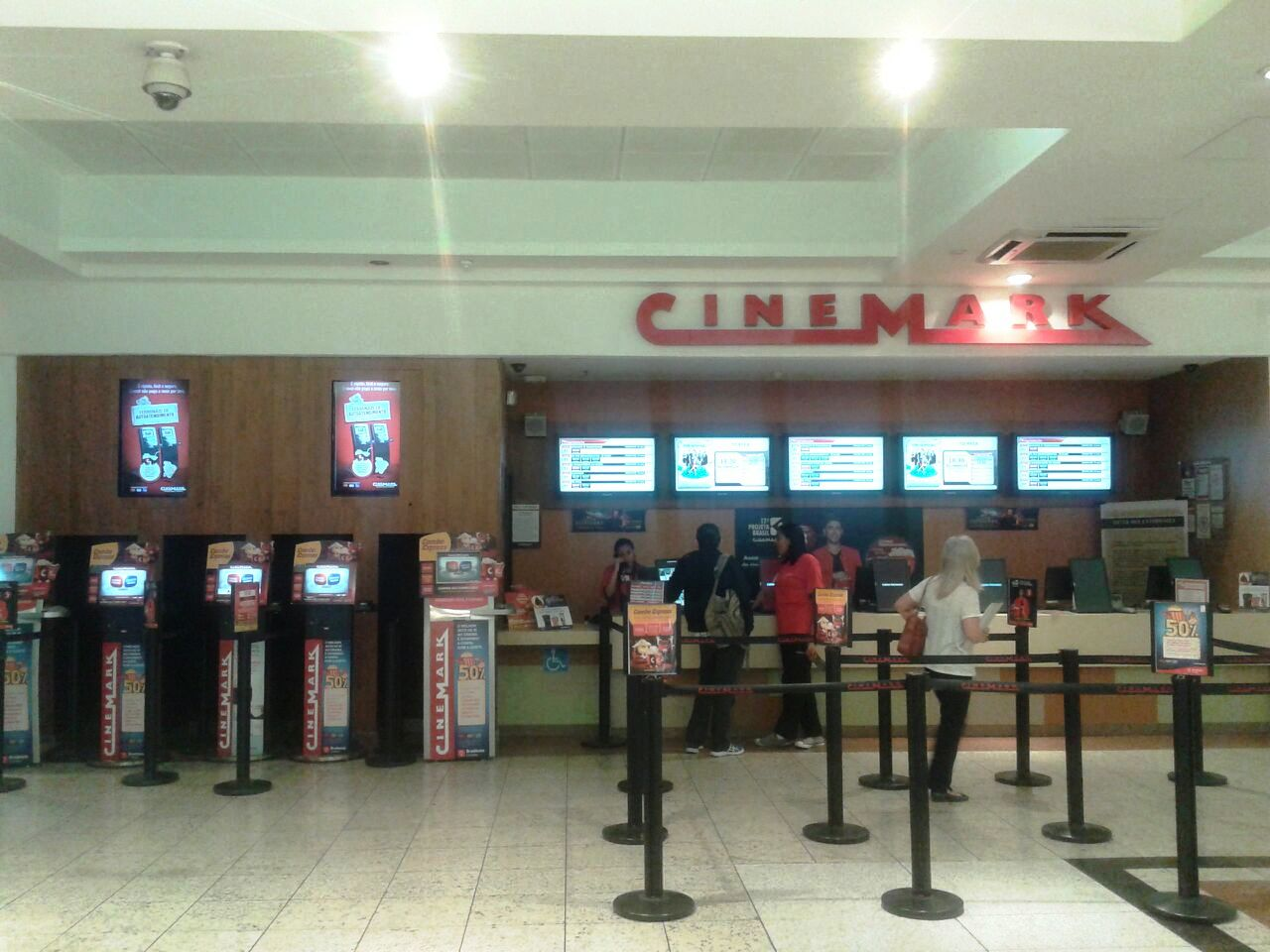
بلو هوریزونته، برزیل
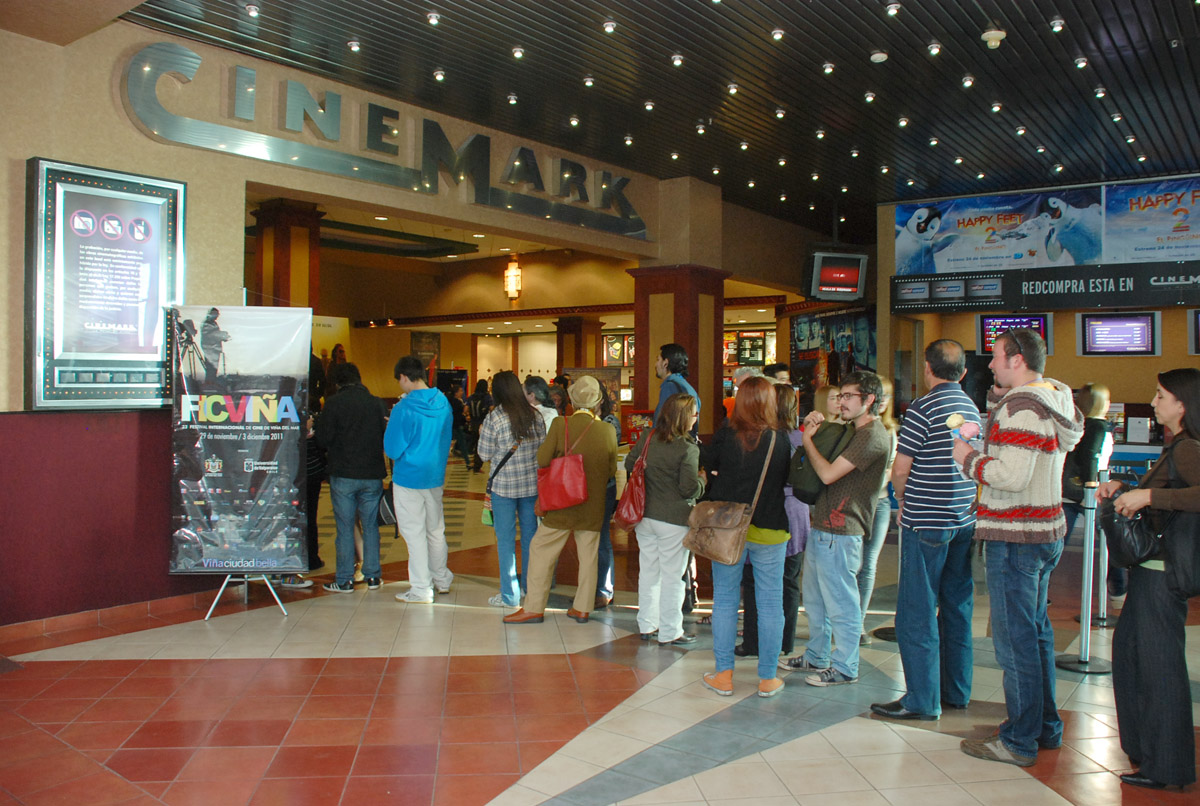
شیلی
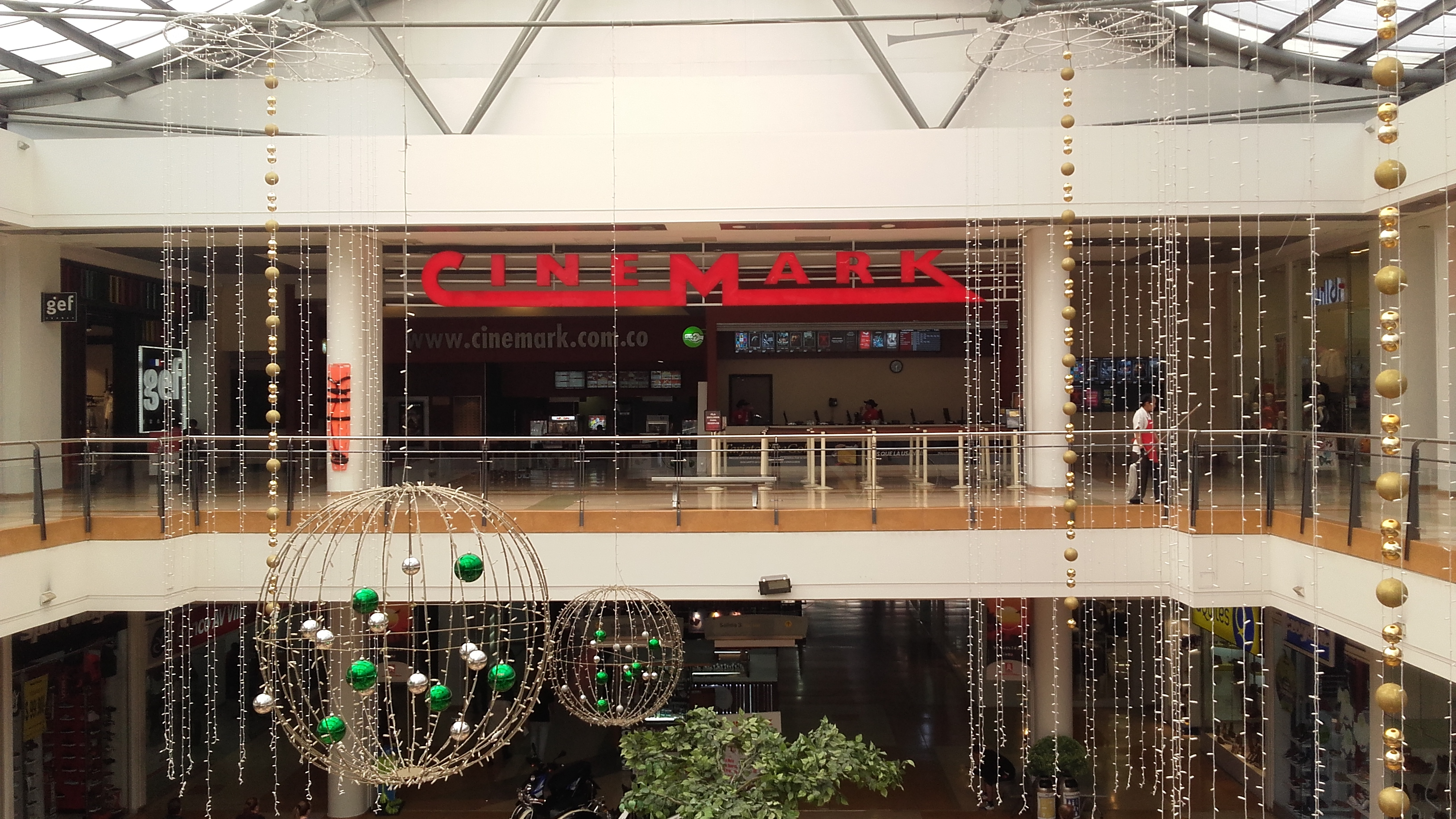
کلمبیا
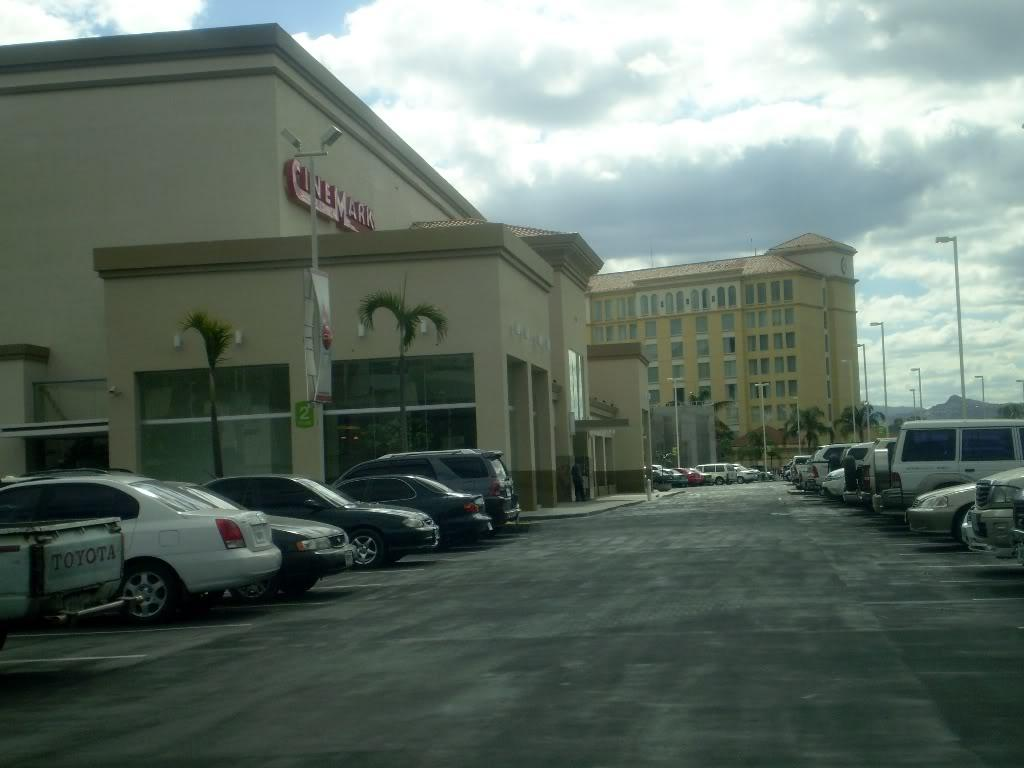
هندوراس
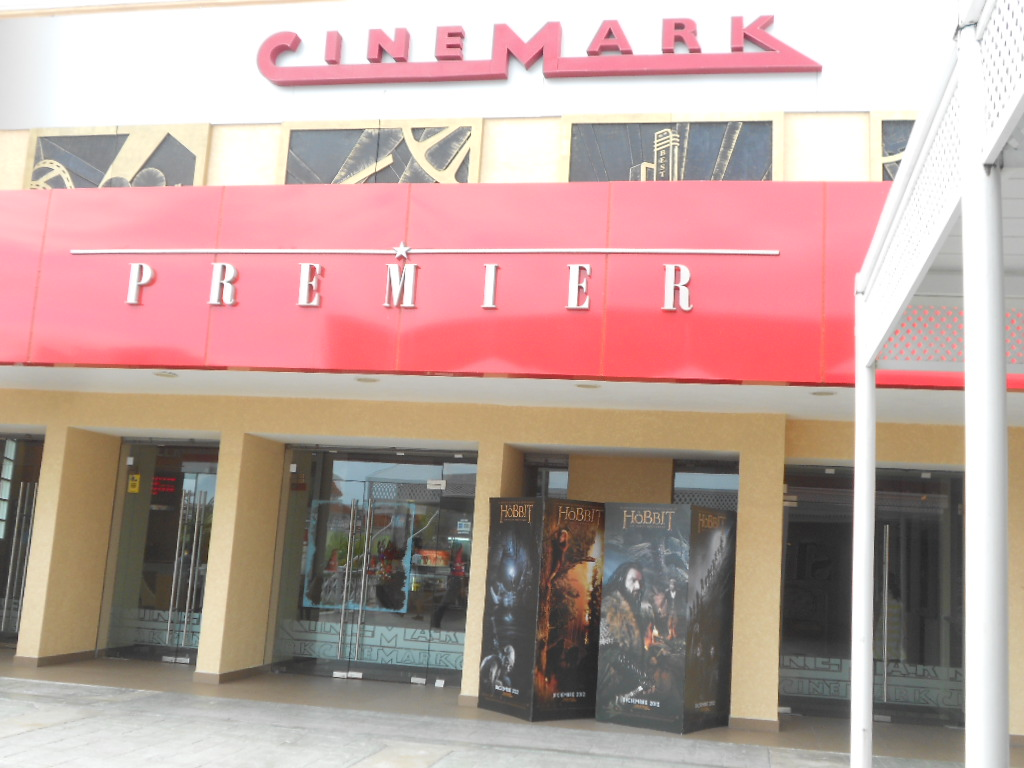
مکزیک
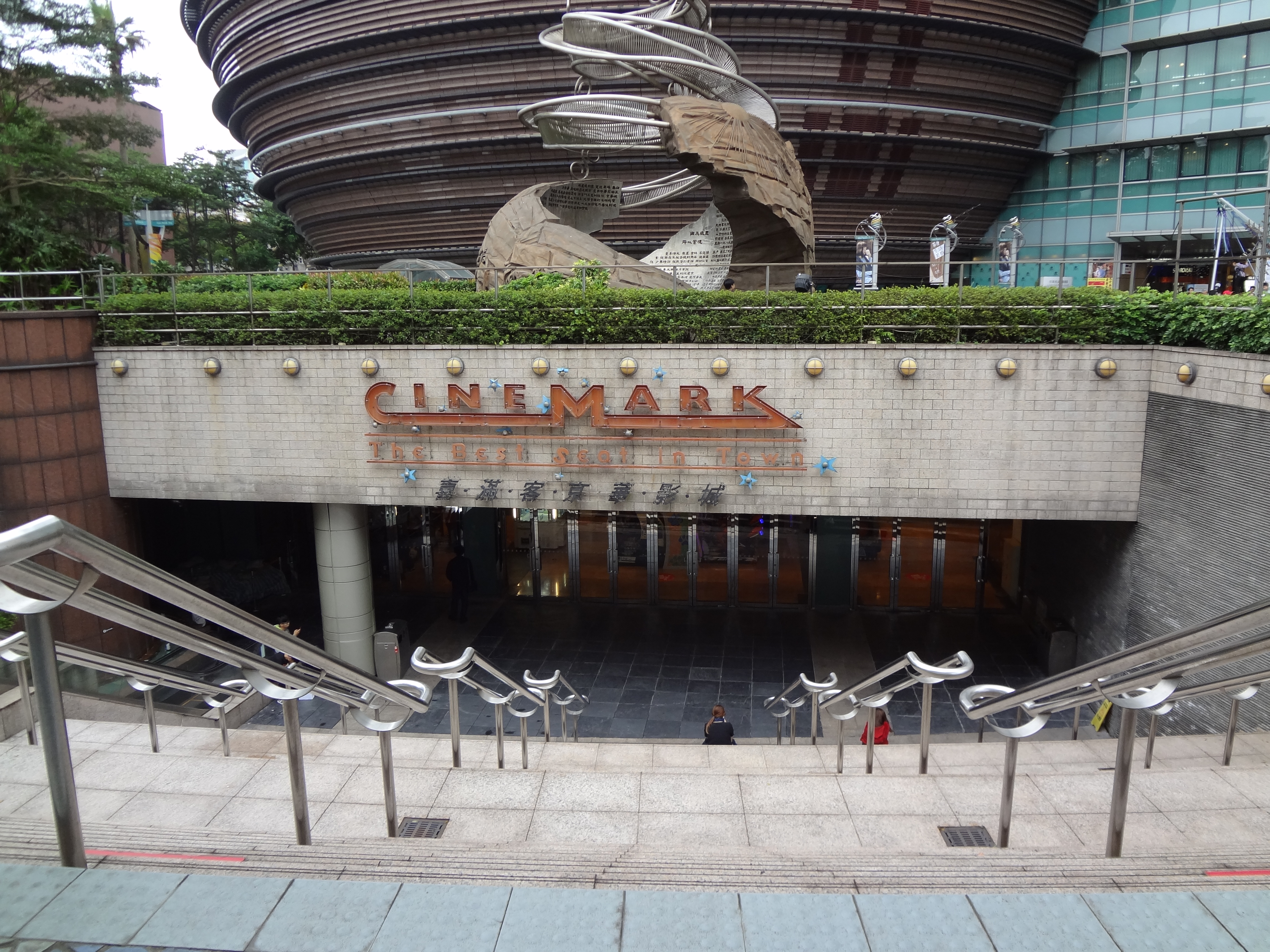
تایوان